# اشه
اَشا یا اَشَه یا اَرتَه (به اوستایی 𐬀𐬴𐬀) در مزدیسنا مفهومی گسترده دارد و از مهمترین مفاهیم در این دین است. اشه به معنی راستی و درستی است؛ اما معنی ژرفتر آن قانونی است ازلی و ابدی که اهورامزدا وضع کرده و بر اساس آن هر کُنشی، واکنشی دربردارد و هر کار نیک یا بدی پاداش یا پادافره خود را در پی دارد. به‌عبارتِ دیگر، تبلور نظم موجود در طبیعت که در قانونی اخلاقی-مینویی و بر پایهٔ حق و درستکاری بنا شده را اَشا می‌گویند.

## واژه‌شناسی
این واژه مفهوم پیچیده‌ای دارد و بیشتر معنای واژه‌ای آن را بهترین راستی یا هنجار و قانون دانسته‌اند. این واژه در پارسی باستان اَردَ تلفظ می‌شده‌است و تلفظ ودایی آن رْتَه بود که معنای نظم طبیعی جهان را با خود داشت. در زبان هندوایرانی آنرا معادل اَرتَه حدس زده‌اند. برخی نیز مانند گری اعتقاد دارند که تفاوت اَرتَه و اَشَه از یک اختلافِ املایی سرچشمه می‌گیرد و احتمالاً به دلیل تلفظ بدِ یک حرف باستانی است. این واژه به‌معنای راستی و درستی، تقدس، قانون و آیین ایزدی، پاکی به کار می‌رود اما به‌طور کلی حقیقت و درستی نزدیک‌ترین و احتمالاً صحیح‌ترین برداشت از واژهٔ اشه دانسته شده‌است.

## معنی
واژهٔ «اَشَه» «را نمی‌توان دقیقاً با یک واژه در زبان دیگر ترجمه کرد»، اما می‌توان آن را به شرح زیر خلاصه کرد:
این واژه، در وهلهٔ اول، به معنای «بیان راستین» است. این «بیان راستین»، از آنجا که راستین است، با یک واقعیت عینی و مادی که تمام هستی را در بر می‌گیرد، مطابقت دارد. در آن، یک اصل کیهانی بزرگ شناخته می‌شود، زیرا همه چیز بر اساس آن رخ می‌دهد.[j]
«این نیروی کیهانی […] همچنین با اخلاق آمیخته است، به عنوان حقیقت کلامی، و پارسایی، عملی مطابق با نظم اخلاقی.»
مطابقت بین «حقیقت»، واقعیت و یک اصل کیهانی فراگیر، از مفهوم لوگوس در اندیشهٔ هراکلیتوس دور نیست.

### به عنوان «حقیقت»

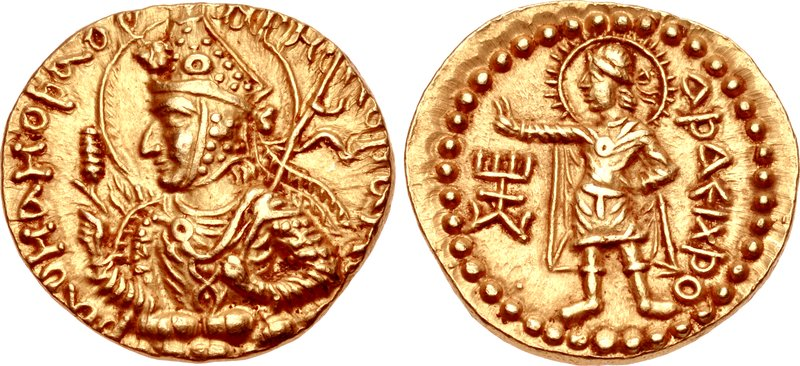
سکهٔ هوویشکا، فرمانروای امپراتوری کوشان (Kushan Empire)، با عبارت «اَشَه وَهیشتَه» (ΑϷΑΕΙΧϷΟ, Ashaiexsho) در پشت سکه.

هر دو واژهٔ اوستایی «اَشَه/اَرتا» و ودایی «ŗtá-» معمولاً به عنوان حقیقت ترجمه می‌شوند، زیرا این ترجمه به بهترین نحو هم معنای اصلی این اصطلاح و هم تقابل آن با متضاد را منعکس می‌کند. متضاد واژهٔ اوستایی «اَشَه/اَرتا» واژهٔ «دروج» به معنای دروغ است. 

### به عنوان «هستی»
صفت مربوط به اسم «اَشَه/اَرتا»، حقیقت اوستایی «هَئیثیَه» به معنای «راستین» است که متضاد آن نیز «دروج» است. واژهٔ اوستایی «هَئیثیَه» از واژهٔ هندوایرانیان « ساتیَه» گرفته شده است که به نوبهٔ خود از واژهٔ زبان‌های هندواروپایی به معنای «بودن، وجود داشتن» گرفته شده است. همریشهٔ سانسکریت «ساتیا » به معنای «راستین» در مفهوم « واقعاً وجود داشتن» است. این معنا در اوستایی نیز حفظ شده است، برای مثال در عبارت «هَئیثیم وَرَز»، به معنای « راستین کردن» به معنای «به تحقق رساندن».
معنای دیگر «واقعیت» را می‌توان از اجزای تشکیل‌دهندهٔ «اَشَه/اَرتا»  استنباط کرد: از (ریشهٔ) «رِ» (ŗ) با پسوند اسم‌ساز «-تا» (-ta). ریشهٔ «رِ» (ŗ) با اوستایی کهن «اَرِتا» و اوستایی نو «اِرِتا» به معنای «برپا شده» مطابقت دارد، از این رو «اَشَه/اَرتا» به معنای «آنچه برپا شده است».
هم‌معنایی «اَشَه»  و «هستی» با شناسایی رایج اهورامزدا به عنوان آفریننده (خود هستی) همپوشانی دارد. حقیقت همان هستی (آفرینش) است، همان‌طور که دروغ نیستی (ناآفریده، پادآفریده) است. همچنین، از آنجا که «اَشَه»  هر چیزی است که «دروج» نیست (یا برعکس)، از آنجا که «اَشَه»  هست، «دروج» نیست.
این مفهوم قبلاً در خود اوستا بیان شده است، مانند نخستین «یشت »، که به اهورامزدا اختصاص دارد، که در آن «پنجمین نام، کل هستی نیک مزدا، تخمهٔ اشه است» («یشت» ۱.۷). به طور مشابه، در اسطوره‌شناسی «گَندَرَوَه» ، اژدهای «زرد پاشنه» «دروج»  که از اعماق برای نابودی «جهان زنده (آفرینش) اَشَه» («یشت» ۱۹.۴۱) بیرون می‌آید.
در اهداف اخلاقی زرتشتی‌گری («اندیشه‌های نیک، گفتارهای نیک، کردارهای نیک»)، «وهومن » در اندیشه‌های نیک، «سروش » در گفتارهای نیک و «اَشَه»  در کردارهای نیک فعال است. («دینکرد» ۳.۱۳–۱۴). بنابراین، «اَشَه»  «به عنوان فعال و مؤثر نمایش داده می‌شود».

### به عنوان «کار درست»
بسته به زمینه، «اَشَه/اَرتا» اغلب به عنوان «کار درست» یا «[آنچه] درست است» ترجمه می‌شود. این واژه سپس (cf. ترجمه‌های بارتولومه و گلدنر به زبان آلمانی «Recht») همان طیف معنایی «درست» را در زبان انگلیسی دارد: حقیقت، پارس

## در اوستا
واژهٔ اشه در اوستا و به‌ویژه در گاهان بسیار بکار رفته‌است. زرتشت در گاهان تنها راه رسیدن به بارگاه خدایی را راه اشه می‌داند. در یسنا ۴۴ بند ۱۱ می‌گوید: «تا تاب و توان دارم می‌کوشم مردم را به سوی اشه رهنمون باشم.» یکی از مقدس‌ترین دعاهای زرتشتی دعای «اشم وهو» است که در آن اشه و راستی ستایش می‌شود که یک ذکر ۱۲ واژه‌ای است که سه بار در آن نام اشه برده شده‌است. دعا که ظاهراً برای تمرکز ذهن بر روی اشه استوار است از این قرار است: اشه نیک، اشه نیک‌ترین است. مطابق آرزوست، مطابق آرزو خواهد بود، اشه از آن اشه وهیشته است.

## اردیبهشت امشاسپند
اردیبهشت یا به تلفظ اوستایی آن اشه وهیشته از امشاسپندان یا همان فروزه‌های هفت‌گانهٔ خدانیز دانسته شده‌اند. اردیبهشت در مزدیسنا و اساطیر ایران باستان و باورها وابسته به آن زیباترین امشاسپند است. او در برابر ناراستی در جهان قرار می‌گیرد و پیروان او را اشون می‌گویند. او نه تنها در این جهان حافظ نظم اخلاقی و طبیعی است و با آفریده‌های مخرب و ناهماهنگ اهریمن می‌ستیزد در دوزخ نیز نظم را نگاه می‌دارد و مراقب است که دیوان دوزخیان را بیش از آنچه سزاوار آنند، عذاب ندهند. او در اساطیر ایرانی هماورد ایندرا است که همان روح ارتداد است. در نبرد با ایندره ایزدانی چون مهر، سروش، نریوسنگ، او را یاری می‌دهند.